# Coelogyne tenasserimensis
Coelogyne tenasserimensis é uma espécie de orquídea epífita, família Orchidaceae, originária do sul da Indochina.